# Angus Kirkland
Angus Kirkland (* 7. April 1971) ist ein ehemaliger irischer Squashspieler.

## Karriere
Angus Kirkland war in den 1990er-Jahren als Squashspieler auf der PSA World Tour aktiv und gewann auf dieser drei Titel bei insgesamt acht Finalteilnahmen. Seine höchste Platzierung in der Weltrangliste erreichte er mit Rang 19 im November 1995. Er stand 1994 das erste und einzige Mal im Hauptfeld der Weltmeisterschaften, in dem er in der ersten Runde gegen Brett Martin ausschied. Mit der irischen Nationalmannschaft nahm er 2006 an den Europameisterschaften teil.
Nach seiner aktiven Karriere war er als Squashtrainer zunächst in Boston und dann in Irland tätig. 2002 gründete er mit Tim Garner und Peter Nicol eine Sportmarkertingfirma. Beim irischen Squashverband war er zeitweise als COO beschäftigt, ehe er 2008 CEO der Irish Hockey Federation wurde. 2012 erfolgte seine Ernennung zum Geschäftsführer der European Hockey Federation.

## Erfolge
- Gewonnene PSA-Titel: 3